# ドルフィン級潜水艦
| ドルフィン級潜水艦 | ドルフィン級潜水艦                                                                                     | ドルフィン級潜水艦                                                              |
| ------------------ | --- | ------------------------------------------------------------------------------- |
|                    | |                                                                                 |
| 艦級概観           | |                                                                                 |
| 艦種               | 通常動力型潜水艦                                                                                       | 通常動力型潜水艦                                                                |
| 建造期間           | |                                                                                 |
| 就役期間           | 1999年 - 就役中                                                                                        | 1999年 - 就役中                                                                 |
| 前級               | ガル級潜水艦                                                                                           | ガル級潜水艦                                                                    |
| 次級               | 最新（次級潜水艦計画中）                                                                               | 最新（次級潜水艦計画中）                                                        |
| 性能諸元           | |                                                                                 |
| 排水量             | 基準：1,640t（ドルフィン1級） 2,050t（ドルフィン2級）                                                  | 基準：1,640t（ドルフィン1級） 2,050t（ドルフィン2級）                           |
| 排水量             | 水中：1,900t（ドルフィン1級） 2,400t（ドルフィン2級）                                                  |                                                                                 |
| 全長               | 57.3m（ドルフィン1級） 68.6m（ドルフィン2級）                                                          | 57.3m（ドルフィン1級） 68.6m（ドルフィン2級）                                   |
| 全幅               | 6.8m                                                                                                   | 6.8m                                                                            |
| 全高               | 12.7m                                                                                                  | 12.7m                                                                           |
| 吃水               | 6.2m                                                                                                   | 6.2m                                                                            |
| 機関               | ディーゼル・エレクトリック方式 ドルフィン1級：3,875shp、ドルフィン2級：4,243shp                        | ディーゼル・エレクトリック方式 ドルフィン1級：3,875shp、ドルフィン2級：4,243shp |
| 機関               | ディーゼルエンジン                                                                                     | 3基                                                                             |
| 機関               | 水中電動機                                                                                             | 1基                                                                             |
| 機関               | スクリュープロペラ                                                                                     | 1軸                                                                             |
| 速力               | シュノーケル：11kt（ドルフィン1級）                                                                    | シュノーケル：11kt（ドルフィン1級）                                             |
| 速力               | 水中：20kt（ドルフィン1級）、25kt以上（ドルフィン2級）                                                 |                                                                                 |
| 潜行深度           | 350m（推定）                                                                                           | 350m（推定）                                                                    |
| 航続距離           | 8,000海里（水上8kt）                                                                                   | 8,000海里（水上8kt）                                                            |
| 無補給 航海限度    | 30日以上                                                                                               | 30日以上                                                                        |
| 乗員               | 35名（うち士官6名）、同乗者10名                                                                        | 35名（うち士官6名）、同乗者10名                                                 |
| 兵装               | 533mm魚雷発射管 • 魚雷 • サブ・ハープーン USM 合計: 16発 • 魚雷管発射型機雷 (上記兵器と交換に搭載可能) | 6基                                                                             |
| 兵装               | 650mm魚雷発射管 • 巡航ミサイル 4発(推定)                                                               | 4基                                                                             |

ドルフィン級潜水艦は、イスラエル国防軍の運用する通常動力型潜水艦である。
2000年までに就役したドルフィン1級と、2010年代から配備が始まったドルフィン2級が含まれ、イスラエル国防軍で最も高価な装備と言われている。

## 開発

### ドルフィン1級
イスラエルは従来から沿岸防衛のため少数の潜水艦を運用していた。80年代後半から、新型潜水艦の導入計画が持ち上がり、ドイツでの建造が一時は決定した。しかし、その費用はあまりに高価と判断され、キャンセルされた。
再度イスラエルがドルフィン級の取得に向けて動き出したのは、湾岸戦争による。この戦争で2つの変化が起こった。

1つは、戦争においてサッダーム・フセインがイスラエルに数十発のスカッドミサイルを撃ち放ったことである。アメリカ合衆国の強い圧力により、イスラエルは反撃を断念したが、化学兵器の搭載が懸念されていたミサイル攻撃を実際に受けたことは、イスラエルに、国土が大量破壊兵器による先制攻撃を受けても影響を受けずに報復攻撃可能な潜水艦の価値を改めて認識させた。
もう1つは、戦後、イラクの化学兵器開発やミサイル技術開発にドイツの企業が協力していたことが明らかになったことであり、1987年に当時の西ドイツがミサイル技術管理レジームに参加していたにもかかわらず税関での検査が適切になされていなかったことまで判明した。これによってドイツは強い非難を受けた。特に化学兵器搭載ミサイルを使用されるかもしれなかったイスラエルの要求は厳しく、当時のドイツ首相ヘルムート・コールが潜水艦建造についてイスラエルにかなりの協力を申し出ることになった。イスラエルはより有利な立場で潜水艦を購入することができるようになったのである。実際に、ドイツ政府は最初の2隻の建造資金を全額、3隻目についても半額、それぞれ負担している。これはミサイルによる被害の補償という意味合いの他、冷戦終結に伴い艦船受注が低迷していたドイツ造船業界の救済という側面もあった。

### ドルフィン2級
2006年、イスラエルはホヴァルツヴェルケ＝ドイツ造船との間で2隻を追加調達する契約を締結した。この2隻はドルフィン1級に対して排水量で28%大きく、212A型潜水艦と同型のAIP機関を搭載することとされた。2006年7月6日、ドイツ政府は2012年の引き渡しに向けた建造促進費用として1億7千万ユーロの融資を行うことを決定した。建造費は2隻で13億ユーロとされ、その1/3をドイツが負担した。2010年には6隻目の追加発注の可能性に関する協議が持たれているという報道がされたが、イスラエルおよびドイツの双方ともこれを否定した。しかし、2011年にイスラエルは6隻目を発注し、その建造費10億ドルは自己資金で賄うと報道された。2011年7月にはドイツのトーマス・デメジエール国防相とイスラエルのベンヤミン・ネタニヤフ首相およびエフード・バラック国防相の会合で、6隻目の建造費5-7億ユーロのうち、1億35百万ユーロをドイツが負担することが合意された。
2016年にはラファエル・アドバンスド・ディフェンス・システムズが開発した新型ソナーをドルフィン級全艦に取り付ける作業が2年前から行われていることが明らかにされた。このソナーは、ノイズの影響の大部分を排除できるアルゴリズムにより、従来よりも低ノイズの艦船や遠方にある艦船を探知することができる。
2016年末には、さらに3隻を追加購入する交渉が行われていると報じられた。在任中、追加購入に反対していた前国防相モーシェ・ヤアロンは アヴィチャイ・マンデルブリット司法長官に対して、以前ティッセンクルップのイスラエル代理人であるミキ・ガノアの事務所で働き、現在はネタニヤフ首相の個人弁護士であるダヴィド・シムロンを含めて交渉過程を調査すべきであると要請した。
2016年11月23日にマンデルブリット司法長官は検察官に調査を指示することを決定した。
2017年10月、イスラエルがドルフィン1級3隻を2027年から代替するための後継艦をドイツから購入し、ドイツは費用の半額を負担することについて覚書が締結された。

## 設計
ドルフィン1級はドイツにおいて209型をベースに設計されたものである。しかしその大きさは212A型潜水艦をも凌ぐ。AIP機関は搭載せず、従来のディーゼル・エレクトリック方式である。喫水線より上の艦体のエメラルドグリーン塗装が印象的であるが、実際の運用状況がどうなっているかは秘匿されており不明である。
武装は533mm魚雷発射管を6基、650mm魚雷発射管を4基搭載する。533mm魚雷発射管は対艦ミサイルや魚雷の運用、機雷の射出に用いられているが、650mm魚雷発射管は巡航ミサイルを発射できると考えられている。また、潜行中に工作員を放出できると思われる。
ドルフィン2級は212型をベースとしたAIP搭載通常動力型潜水艦であるが、船体を12m延長して排水量が500t増しになっており、第二次世界大戦後にドイツで建造された最大の潜水艦となった。 

## 運用
全艦が、ハイファ海軍基地の第7艦隊に配備されている。
導入が決まったときから、ドルフィン級はそれまでの潜水艦運用とは異なる運用をされるというのが諸外国の見方であった。ドルフィン級は核弾頭を装着したなんらかの巡航ミサイルを搭載しているというのが、各国研究機関の推測である。
ミサイルについては、ハープーンを元に開発された巡航ミサイルなど諸説あるが、有力なのはポップアイをイスラエルが水中発射型として再開発したものである。ポップアイの射程は少なくとも1,500 km (930 mi)とされ、ドルフィン級は2000年にインド洋においてすでに実射実験を実施済みである。水中発射型ポップアイは6kgのプルトニウムを含む核出力200キロトンの核弾頭を搭載していると考えられており、これが事実であるとすれば、イスラエルは外地からの核報復能力を有していることになる。現在は本国から遠く離れた海域にローテーション配備され、事あればインド洋や紅海からペルシャ湾に突入してイランに対して核報復を行える態勢を構築していると推測されている。
ドルフィン級の配備により、これまで国防軍内でもっとも重要度の低かった海軍部門はその戦略的地位を飛躍的に向上させることになり、従来の海軍の歴史とは一線を画すようになった。
イスラエルは自国の核兵器保有の有無についてと同様に、ドルフィン級についての詳細を公表しておらず、核弾頭はもちろん、巡航ミサイルについても、これを搭載しているとの公式データは存在しない。ドルフィン級については研究機関や報道の推測に頼らざるを得ないのが現状である。

## 同型艦
| 艦番号        | 艦名                     | 意味         | 造船所                         | 起工      | 竣工          | 就役          | 退役 |
| ------------- | ------------------------ | ------------ | ------------------------------ | --------- | ------------- | ------------- | ---- |
| ドルフィン1級 |                          |              |                                |           |               |               |      |
|               | ドルフィン (Dolphin)     | イルカ       | ティッセン・ノルトゼーヴェルケ | 1992年2月 | 1996年4月12日 | 1999年3月29日 |      |
|               | レヴィアタン (Leviathan) | リバイアサン | ティッセン・ノルトゼーヴェルケ | 1993年?   | 1997年4月25日 | 1999年6月29日 |      |
|               | テクマ (Tekumah)         | 復活         | ティッセン・ノルトゼーヴェルケ | 1994年?   | 1998年7月21日 | 2000年7月25日 |      |
| ドルフィン2級 |                          |              |                                |           |               |               |      |
|               | タニン (Tanin)           | クロコダイル | ホヴァルツヴェルケ＝ドイツ造船 | 2007年    | 2012年5月     | 2014年6月30日 |      |
|               | ラハヴ（Rahav）          | 巨大         | ホヴァルツヴェルケ＝ドイツ造船 | 2008年    | 2013年4月29日 | 2016年1月13日 |      |
|               | ドラコン（Drakon）       | ドラゴン     | ホヴァルツヴェルケ＝ドイツ造船 | 2012年    | 2017年        | 2021年予定    |      |